# 3999 Aristarchus
3999 Aristarchus è un asteroide della fascia principale del diametro medio di circa 18,14 km. Scoperto nel 1989, presenta un'orbita caratterizzata da un semiasse maggiore pari a 2,4591603 UA e da un'eccentricità di 0,1221584, inclinata di 2,54728° rispetto all'eclittica.
Il nome è un omaggio all'astronomo greco antico Aristarco di Samo.